# یوما جو
یوما جو (ژاپنی: 城 祐万؛ زادهٔ ۱۳ اوت ۱۹۶۶) یک بازیکن فوتبال اهل ژاپن است.
از باشگاه‌هایی که در آن بازی کرده‌است می‌توان به باشگاه فوتبال کاشیما آنتلرز اشاره کرد.